# 브래든 인먼
브래든 인먼(Bradden Inman, 1991년 12월 10일 ~ )은 오스트레일리아의 축구 선수이다. 포지션은 미드필더이다.
14살에 잉글랜드로 이주하여 뉴캐슬 유나이티드 유소년 팀에 입단하였고, 유망한 미드필더로 주목 받았다.
오스트레일리아 태생이지만 스코틀랜드 국적 또한 가지고 있어 스코틀랜드의 청소년 대표팀에서 뛴 경험이 있다.

## 수상 경력
뉴캐슬 유나이티드
- 풋볼 리그 챔피언십: 2009-10